# .sx
.sx ist die länderspezifische Top-Level-Domain (ccTLD) des Landes Sint Maarten. Sie ist durch Auflösung der Niederländischen Antillen entstanden und existiert seit dem 20. Dezember 2010.

## Vergabestelle
Zugleich mit .sx wurden .bq für die Karibische Niederlande und .cw für Curaçao eingeführt. Die Vergabestelle für .sx wird vom Unternehmen SX Registry SA betrieben, bei dem es sich um ein Joint Venture der luxemburgischen und kanadischen Registrare OpenRegistry und MediaFusion handelt. Domains unter .sx können von jedermann zu jedem beliebigen Zweck registriert werden, ein Wohnsitz auf Sint Maarten ist nicht erforderlich. Die Vergabestelle lässt nur Domains mit einer Länge von mindestens drei Stellen zu und unterstützt keine internationalisierten Domainnamen.